# Orrträskkalven (Lycksele socken, Lappland)
Orrträskkalven är en sjö i Lycksele kommun i Lappland och ingår i Umeälvens huvudavrinningsområde. Sjön har en area på 0,182 kvadratkilometer och ligger 357,3 meter över havet. Sjön avvattnas av vattendraget Orrträskbäcken.

## Delavrinningsområde
Orrträskkalven ingår i det delavrinningsområde (721600-161130) som SMHI kallar för Inloppet i Yttre Bergvattensjön. Medelhöjden är 371 meter över havet och ytan är 11,97 kvadratkilometer. Det finns inga avrinningsområden uppströms utan avrinningsområdet är högsta punkten. Orrträskbäcken som avvattnar avrinningsområdet har biflödesordning 4, vilket innebär att vattnet flödar genom totalt 4 vattendrag innan det når havet efter 229 kilometer. Avrinningsområdet består mestadels av skog (82 procent). Avrinningsområdet har 1,16 kvadratkilometer vattenytor vilket ger det en sjöprocent på 9,7 procent.